# Llista d'asteroides/142801-142900
| Nom      | Designació provisional | Data de descobriment  | Lloc de descobriment | Descobridor/s               |
| -------- | ---------------------- | --------------------- | -------------------- | --------------------------- |
| 142801 - | 2002 US26              | 31 d'octubre de 2002  | Socorro              | LINEAR                      |
| 142802 - | 2002 UG27              | 31 d'octubre de 2002  | Palomar              | NEAT                        |
| 142803 - | 2002 UM27              | 31 d'octubre de 2002  | Palomar              | NEAT                        |
| 142804 - | 2002 UT27              | 31 d'octubre de 2002  | Palomar              | NEAT                        |
| 142805 - | 2002 UT28              | 31 d'octubre de 2002  | Socorro              | LINEAR                      |
| 142806 - | 2002 UJ29              | 31 d'octubre de 2002  | Socorro              | LINEAR                      |
| 142807 - | 2002 UN31              | 30 d'octubre de 2002  | Haleakala            | NEAT                        |
| 142808 - | 2002 UQ33              | 31 d'octubre de 2002  | Anderson Mesa        | LONEOS                      |
| 142809 - | 2002 US34              | 31 d'octubre de 2002  | Anderson Mesa        | LONEOS                      |
| 142810 - | 2002 UB36              | 31 d'octubre de 2002  | Socorro              | LINEAR                      |
| 142811 - | 2002 UX36              | 31 d'octubre de 2002  | Kvistaberg           | Uppsala-DLR Asteroid Survey |
| 142812 - | 2002 UL37              | 31 d'octubre de 2002  | Anderson Mesa        | LONEOS                      |
| 142813 - | 2002 UP38              | 31 d'octubre de 2002  | Anderson Mesa        | LONEOS                      |
| 142814 - | 2002 UR38              | 31 d'octubre de 2002  | Palomar              | NEAT                        |
| 142815 - | 2002 US39              | 31 d'octubre de 2002  | Palomar              | NEAT                        |
| 142816 - | 2002 UQ40              | 31 d'octubre de 2002  | Socorro              | LINEAR                      |
| 142817 - | 2002 UV45              | 31 d'octubre de 2002  | Socorro              | LINEAR                      |
| 142818 - | 2002 UT46              | 31 d'octubre de 2002  | Socorro              | LINEAR                      |
| 142819 - | 2002 UX46              | 31 d'octubre de 2002  | Socorro              | LINEAR                      |
| 142820 - | 2002 UU49              | 31 d'octubre de 2002  | Socorro              | LINEAR                      |
| 142821 - | 2002 UB50              | 31 d'octubre de 2002  | Socorro              | LINEAR                      |
| 142822 - | 2002 US65              | 30 d'octubre de 2002  | Apache Point         | SDSS                        |
| 142823 - | 2002 VY3               | 1 de novembre de 2002 | Palomar              | NEAT                        |
| 142824 - | 2002 VE6               | 2 de novembre de 2002 | Haleakala            | NEAT                        |
| 142825 - | 2002 VV6               | 1 de novembre de 2002 | Palomar              | NEAT                        |
| 142826 - | 2002 VF9               | 1 de novembre de 2002 | Palomar              | NEAT                        |
| 142827 - | 2002 VK10              | 1 de novembre de 2002 | Palomar              | NEAT                        |
| 142828 - | 2002 VW10              | 1 de novembre de 2002 | Palomar              | NEAT                        |
| 142829 - | 2002 VZ10              | 1 de novembre de 2002 | Palomar              | NEAT                        |
| 142830 - | 2002 VG11              | 1 de novembre de 2002 | Palomar              | NEAT                        |
| 142831 - | 2002 VT11              | 1 de novembre de 2002 | Palomar              | NEAT                        |
| 142832 - | 2002 VZ11              | 1 de novembre de 2002 | Haleakala            | NEAT                        |
| 142833 - | 2002 VC12              | 2 de novembre de 2002 | Kvistaberg           | Uppsala-DLR Asteroid Survey |
| 142834 - | 2002 VD12              | 2 de novembre de 2002 | Kvistaberg           | Uppsala-DLR Asteroid Survey |
| 142835 - | 2002 VK12              | 4 de novembre de 2002 | Anderson Mesa        | LONEOS                      |
| 142836 - | 2002 VN12              | 4 de novembre de 2002 | Anderson Mesa        | LONEOS                      |
| 142837 - | 2002 VH13              | 4 de novembre de 2002 | Palomar              | NEAT                        |
| 142838 - | 2002 VZ15              | 4 de novembre de 2002 | Anderson Mesa        | LONEOS                      |
| 142839 - | 2002 VQ16              | 5 de novembre de 2002 | Socorro              | LINEAR                      |
| 142840 - | 2002 VV16              | 5 de novembre de 2002 | Socorro              | LINEAR                      |
| 142841 - | 2002 VY17              | 2 de novembre de 2002 | Anderson Mesa        | LONEOS                      |
| 142842 - | 2002 VG18              | 2 de novembre de 2002 | Haleakala            | NEAT                        |
| 142843 - | 2002 VW18              | 4 de novembre de 2002 | Anderson Mesa        | LONEOS                      |
| 142844 - | 2002 VQ21              | 5 de novembre de 2002 | Socorro              | LINEAR                      |
| 142845 - | 2002 VZ21              | 5 de novembre de 2002 | Socorro              | LINEAR                      |
| 142846 - | 2002 VD22              | 5 de novembre de 2002 | Socorro              | LINEAR                      |
| 142847 - | 2002 VB23              | 5 de novembre de 2002 | Socorro              | LINEAR                      |
| 142848 - | 2002 VD23              | 5 de novembre de 2002 | Socorro              | LINEAR                      |
| 142849 - | 2002 VF23              | 5 de novembre de 2002 | Socorro              | LINEAR                      |
| 142850 - | 2002 VX23              | 5 de novembre de 2002 | Socorro              | LINEAR                      |
| 142851 - | 2002 VE24              | 5 de novembre de 2002 | Socorro              | LINEAR                      |
| 142852 - | 2002 VM24              | 5 de novembre de 2002 | Socorro              | LINEAR                      |
| 142853 - | 2002 VS24              | 5 de novembre de 2002 | Socorro              | LINEAR                      |
| 142854 - | 2002 VA25              | 5 de novembre de 2002 | Socorro              | LINEAR                      |
| 142855 - | 2002 VC26              | 5 de novembre de 2002 | Socorro              | LINEAR                      |
| 142856 - | 2002 VS26              | 5 de novembre de 2002 | Socorro              | LINEAR                      |
| 142857 - | 2002 VF27              | 5 de novembre de 2002 | Socorro              | LINEAR                      |
| 142858 - | 2002 VV27              | 5 de novembre de 2002 | Anderson Mesa        | LONEOS                      |
| 142859 - | 2002 VB28              | 5 de novembre de 2002 | Anderson Mesa        | LONEOS                      |
| 142860 - | 2002 VJ28              | 5 de novembre de 2002 | Anderson Mesa        | LONEOS                      |
| 142861 - | 2002 VU28              | 5 de novembre de 2002 | Anderson Mesa        | LONEOS                      |
| 142862 - | 2002 VW28              | 5 de novembre de 2002 | Anderson Mesa        | LONEOS                      |
| 142863 - | 2002 VC29              | 5 de novembre de 2002 | Anderson Mesa        | LONEOS                      |
| 142864 - | 2002 VR29              | 5 de novembre de 2002 | Socorro              | LINEAR                      |
| 142865 - | 2002 VY29              | 5 de novembre de 2002 | Socorro              | LINEAR                      |
| 142866 - | 2002 VV30              | 5 de novembre de 2002 | Socorro              | LINEAR                      |
| 142867 - | 2002 VW31              | 5 de novembre de 2002 | Socorro              | LINEAR                      |
| 142868 - | 2002 VB32              | 5 de novembre de 2002 | Socorro              | LINEAR                      |
| 142869 - | 2002 VG32              | 5 de novembre de 2002 | Socorro              | LINEAR                      |
| 142870 - | 2002 VQ32              | 5 de novembre de 2002 | Socorro              | LINEAR                      |
| 142871 - | 2002 VL33              | 5 de novembre de 2002 | Socorro              | LINEAR                      |
| 142872 - | 2002 VZ33              | 5 de novembre de 2002 | Socorro              | LINEAR                      |
| 142873 - | 2002 VJ34              | 5 de novembre de 2002 | Socorro              | LINEAR                      |
| 142874 - | 2002 VU34              | 5 de novembre de 2002 | Socorro              | LINEAR                      |
| 142875 - | 2002 VW34              | 5 de novembre de 2002 | Socorro              | LINEAR                      |
| 142876 - | 2002 VO35              | 5 de novembre de 2002 | Socorro              | LINEAR                      |
| 142877 - | 2002 VH36              | 5 de novembre de 2002 | Socorro              | LINEAR                      |
| 142878 - | 2002 VQ37              | 4 de novembre de 2002 | Haleakala            | NEAT                        |
| 142879 - | 2002 VX38              | 5 de novembre de 2002 | Socorro              | LINEAR                      |
| 142880 - | 2002 VS39              | 5 de novembre de 2002 | Socorro              | LINEAR                      |
| 142881 - | 2002 VH40              | 5 de novembre de 2002 | Socorro              | LINEAR                      |
| 142882 - | 2002 VB41              | 2 de novembre de 2002 | Haleakala            | NEAT                        |
| 142883 - | 2002 VQ41              | 5 de novembre de 2002 | Palomar              | NEAT                        |
| 142884 - | 2002 VC42              | 5 de novembre de 2002 | Palomar              | NEAT                        |
| 142885 - | 2002 VT42              | 3 de novembre de 2002 | Haleakala            | NEAT                        |
| 142886 - | 2002 VG43              | 4 de novembre de 2002 | Palomar              | NEAT                        |
| 142887 - | 2002 VH43              | 4 de novembre de 2002 | Palomar              | NEAT                        |
| 142888 - | 2002 VO43              | 4 de novembre de 2002 | Palomar              | NEAT                        |
| 142889 - | 2002 VC45              | 5 de novembre de 2002 | Socorro              | LINEAR                      |
| 142890 - | 2002 VK45              | 5 de novembre de 2002 | Socorro              | LINEAR                      |
| 142891 - | 2002 VT45              | 5 de novembre de 2002 | Palomar              | NEAT                        |
| 142892 - | 2002 VZ45              | 5 de novembre de 2002 | Socorro              | LINEAR                      |
| 142893 - | 2002 VA46              | 5 de novembre de 2002 | Socorro              | LINEAR                      |
| 142894 - | 2002 VN46              | 5 de novembre de 2002 | Palomar              | NEAT                        |
| 142895 - | 2002 VQ46              | 5 de novembre de 2002 | Palomar              | NEAT                        |
| 142896 - | 2002 VG47              | 5 de novembre de 2002 | Anderson Mesa        | LONEOS                      |
| 142897 - | 2002 VT47              | 5 de novembre de 2002 | Socorro              | LINEAR                      |
| 142898 - | 2002 VV47              | 5 de novembre de 2002 | Socorro              | LINEAR                      |
| 142899 - | 2002 VA48              | 5 de novembre de 2002 | Socorro              | LINEAR                      |
| 142900 - | 2002 VR48              | 5 de novembre de 2002 | Socorro              | LINEAR                      |